# Egrem
Egrem, Empresa de Grabaciones y Ediciones Musicales (ung. "Musikbolaget för inspelningar och förläggning") är det statliga skivbolaget på Kuba. Bolaget grundades 1964 och har varit navet i det kubanska musiklivet sedan dess. Det var i Egrems studio i Havanna som den skivan Buena Vista Social Club spelades in 1996.